# Mandy Moore
Amanda Leigh Moore, thường được biết đến với nghệ danh Mandy Moore (sinh ngày 10 tháng 4 năm 1984 tại Nashua, New Hampshire, Hoa Kỳ), là một nữ ca sĩ kiêm diễn viên người Mỹ. Cô bắt đầu nổi tiếng và được khán giả biết đến sau khi phát hành album đầu tay So Real.

## Tiểu sử
Moore sinh ngày 10 tháng 4 năm 1984 tại Nashua, New Hampshire, Hoa Kỳ. Bố cô, Don Moore, là phi công cho Hàng không Mỹ và mẹ cô, Stacy, là nguyên phóng viên nhà báo. Cô là một ca sĩ, nhạc sĩ diễn viên và một nhà tạo mẫu. Cô lớn lên tại Florida. Moore trở nên sớm nổi tiếng vào cuối những năm 1990, sau khi phát hành những album So Real, I Wanna Be with You, và Mandy Moore. Moore bắt đầu sự nghiệp diễn xuất từ năm 2002 khi tham gia phim A Walk to Remember và sau đó đóng chính trong nhiều phim khác dành cho đối tượng thiếu niên. Hai phim sau này của Moore, American Dreamz và Saved!, bị châm biếm. Trong cuộc sống riêng, bao gồm mối quan hệ với vận động viên quần vợt Andy Roddick cùng với diễn viên Wilmer Valderrama và Zach Braff đã được thảo luận nhiều trên các phương tiện truyền thông. Album mới của cô Amanda Leigh, được phát hành vào 26 tháng 5 năm 2009. Mandy Moore đã bán được hơn 10 triệu bản trên toàn thế giới. Năm 2009, Mandy Moore đã đính hôn với rocker Ryan Adams. Năm 2010 cô lồng tiếng cho nhân vật chính Rapunzel trong bộ phim Công chúa tóc mây (Tangled). Cô song ca với Zachary Levi cũng là người lồng tiếng vai nam chính cho Eugene Fitzherbert (Flynn Rider) các ca khúc "I see the lịght", "I've Got a Dream" được sử dụng trong phim.